# Cratichneumon subfilatus
Cratichneumon subfilatus är en stekelart som beskrevs av Heinrich 1961. Cratichneumon subfilatus ingår i släktet Cratichneumon och familjen brokparasitsteklar. Inga underarter finns listade i Catalogue of Life.